# てんしき杯
学生落語王者決定戦てんしき杯（がくせいらくごおうじゃけっていせんてんしきはい）とは、岐阜県にて行われていた学生落語の大会である。
2010年から行われていた全国の落語研究会に所属する大学生の王者を決める大会であり、王者には落語の転失気をモチーフにした杯が贈呈された。会場は岐阜市のじゅうろくプラザ。
大会開催の中心となっていたのは岐阜県で落語・演芸専門オフィス「せいしょう亭」を主宰していた男性であったが、第10回大会を前にした2019年4月、女性へのつきまといによる岐阜県迷惑防止条例違反の罪で岐阜地検に在宅起訴されたことが報道された。主催者を変更しての開催も検討したが、不祥事によるマイナスイメージを払拭できないと判断、5月に大会の開催を断念することを発表した。
2018年10月9日～12月28日の東京新聞(中日新聞)夕刊文化面で、てんしき杯の審査員でもある作家の奥山景布子による学生落語の周辺を紹介するコラム「落研の青春 学生選手権『てんしき杯』」が連載された。
第3回てんしき杯で優勝した是家リアル（大谷皿屋敷）が大学卒業後に立ち上げた劇団『地蔵中毒』は、その成り立ちとメンバーにてんしき杯・策伝大賞参加者をはじめとした大学落語研究会出身者が深く関わっている。

## 大会形式
以下は、2018年の開催に基づくものである。
参加資格は、開催時点において大学院・大学・高専・高校に学籍を有し、落語（新作可）を３ネタ以上、演ずることの可能な者。一大会で同一演目の再演は不可。過去の決勝進出者が再度決勝に進出した時は、前回と同じ演目を演じるとペナルティが発生する。
参加料は1000円。その中に自身の芸名のめくりのプレゼントが含まれており、希望者は2000円の料金をプラスすることで橘流寄席文字で書いためくりが与えられた。
大会への参加の応募は先着順。事前審査はない。
大会は、1日目の予選と2日目の決勝で行われた。
- 予選：各ブロックの上位が決勝に進出した。敗者復活制度も存在した。
- 決勝：予選を通過したもので1対1のトーナメント戦が行われ、王者が決められた。審査方法は二者択一でどちらかを選ぶ。上演時間は7分以上15分以内、時間が足りない場合と時間オーバーは相手方にポイントが3つ移動する。決勝大会の司会は鈴々舎馬るこ。出囃子に載せたリングアナ形式の司会で会場を盛り上げた。

## 結果
| 回              | 優勝                            | 準優勝                    |
| --------------- | ------------------------------- | ------------------------- |
| 第1回（2010年） | 銀杏亭中華福 （大阪大学）       | 道楽亭海人 (京都大学)     |
| 第2回（2011年） | 道楽亭海人 （京都大学）         | 自由猿童歌 (京都産業大学) |
| 第3回（2012年） | 是家リアル （北海道大学）       | 松田久知海 (大阪大学)     |
| 第4回（2013年） | 童亭独歩 （京都産業大学）       | 歌舞家窓馬 (青山学院大学) |
| 第5回（2014年） | 六花亭空道 （東京理科大学）     | 白楊舎番朝 (関西学院大学) |
| 第6回（2015年） | 童亭独歩 （京都産業大学）       | 飯喰亭鯖寿司 (日本大学)   |
| 第7回（2016年） | 橘亭カレーぱん （東京経済大学） | 外楼一拝 (日本大学)       |
| 第8回（2017年） | ながら家千兵衛 （岐阜大学）     | 駿河亭惡團治 (明治大学)   |
| 第9回（2018年） | 櫻鴬亭天蝶 （関西学院大学）     | 富士見亭ろる (法政大学)   |

※決勝会場はじゅうろくプラザ大ホール

## 大会出場・スタッフとして参加した著名人・芸人
| 現在の芸名        | ジャンル                 | 出場当時の芸名      | 所属大学       | 備考                              |
| ----------------- | ------------------------ | ------------------- | -------------- | --------------------------------- |
| 桂鷹治            | 落語家                   | 三流亭今壱          | 岐阜大学       | 第1回・第2回 決勝トーナメント進出 |
| 大谷皿屋敷        | 劇作家、劇団「地蔵中毒」 | 是家リアル          | 北海道大学     | 第3回優勝                         |
| 竹本拓太夫        | 歌舞伎 竹本連中（太夫）  | 童亭独歩            | 京都産業大学   | 第4回・第6回優勝                  |
| 土岡哲朗          | コント「春とヒコーキ」   | 歌舞家窓馬（7代目） | 青山学院大学   | 第4回準優勝                       |
| 鈴々舎美馬        | 落語家                   | 雛菊亭ちづる        | 桜美林大学     | 第4回4位                          |
| 田中永真          | 漫才「まんじゅう大帝国」 | 六花亭空道          | 東京理科大学   | 第5回優勝                         |
| 竹内一希          | 漫才「まんじゅう大帝国」 | 外楼一拝            | 日本大学       | 第7回準優勝                       |
| 桂小文吾（7代目） | 落語家                   | 橘亭カレーぱん      | 東京経済大学   | 第7回優勝                         |
| 柳亭春楽          | 落語家（廃業）           | 酒乱苦雑派          | 法政大学       | 第8回決勝トーナメント進出         |
| 古今亭菊正        | 落語家                   | 永福亭灰松          | 東京大学大学院 | 第8回決勝トーナメント進出         |
| 春風亭いっ休      | 落語家                   | 道楽亭栗鈴          | 京都大学       | 第9回4位                          |
| 笑福亭喬路        | 落語家                   | 櫻鶯亭天蝶          | 関西学院大学   | 第9回優勝                         |
| 桂文りん          | 落語家                   | ぷりん亭芽りん      | 神戸女学院大学 | 第9回3位                          |
| 古今亭雛菊        | 落語家                   | 味覚亭四葉          | 駒澤大学       | 出場・お茶子                      |
| 柳家あお馬        | 落語家                   | 味覚亭強次          | 駒澤大学       | 出場・スタッフ                    |
| 登龍亭獅鉃        | 落語家                   | 名城亭龍燃          | 名城大学       | 出場・スタッフ                    |

順不同。

## 優勝賞品
- 優勝者：優勝10万円＆特製てんしき杯、楽屋のれん、東京かわら版一年分

- 準優勝者：準優勝3万円、寄席のぼり（吉田旗店作成）

- 優勝・準優勝者は、てんしき杯運営者が開催する一年以内のプロ落語家が出演の落語会で、前座として落語を演じることができる権利が与えられた（交通費・御礼有）。

- ３位：賞状、１万円
- ４位：賞状、記念品（地元テレビ局より）

決勝進出者全員に明宝ハム詰め合わせセット他がプレゼントされた。

## 大会中止後の対応
てんしき杯が急きょ中止となったため、落語研究会に所属する学生から代替イベントの開催を求める声が強まり、本来大会が開催される予定であった2019年8月24日には、静岡と岐阜で学生落語のイベントが別々に開催された。
静岡県島田市の金谷夢づくり会館では、てんしき杯の撮影を請け負っていた男性を中心に、てんしき杯と同じトーナメント形式の学生落語選手権「広瀬杯」（審査委員長・広瀬和生）が催された。東京・大阪での予選会を経て大会には12名が出場。優勝はぷりん亭芽りん（神戸女学院大学、現：桂文りん）、準優勝は二松亭桜二郎（二松學舎大学）。2020年は「じゅげむ杯」として、東京・清瀬けやきホールでビデオ審査により開催された。
また、てんしき杯が開催されていた岐阜市ではてんしき杯の中止を受け、岐阜大学の落語研究会の学生やOB・柳ケ瀬商店街の関係者約30人が実行委員会をつくり、まちおこしも兼ねた「柳ヶ瀬学生落語まつり」（実行委員長・桂鷹治（岐阜大OB・策伝大賞優勝者))が複数の会場で開催された。落語コンテストで「岐阜市長賞」を受賞したのは富士見亭ろる（法政大学、現：桃月庵ぼんぼり）と、ロック座ポール（立教大学）。